# I. Hentkauesz

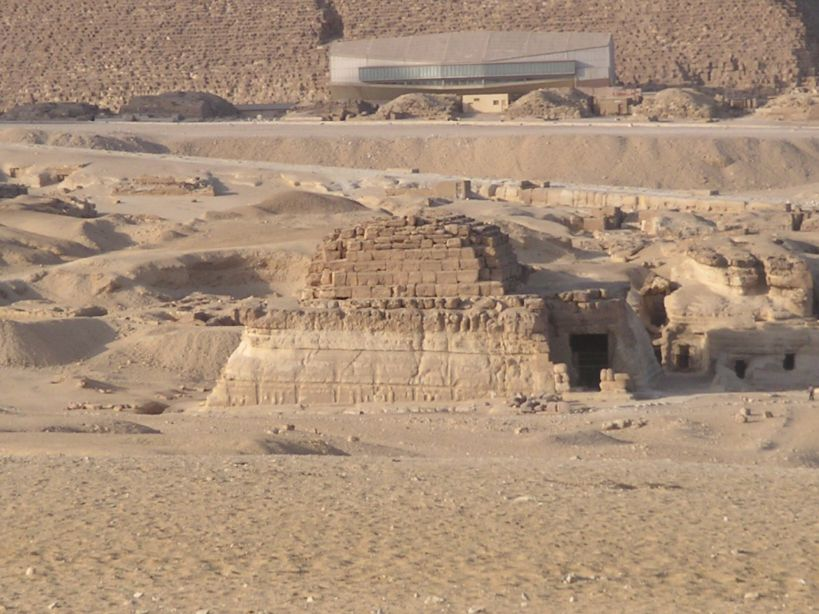
Hentkauesz sírja, háttérben Hufu piramisa, és a napbárka pavilonja

I. Hentkauesz ókori egyiptomi királyné, Menkauré leánya, Sepszeszkaf és Uszerkaf felesége, gyermekei Szahuré és Noferirkaré. Gyakorlatilag ezek azok az adatok, amelyek biztosan ismertek életéből, minden más csak feltevés, következtetés a IV. dinasztia végének gyér forrásai alapján.

## Személye
Anyja ismeretlen, de nem Menkauré főfelesége, Hamerernebti. Elképzelhető, hogy első férje, Sepszeszkaf szintén Menkauré gyermeke volt – Hentkauesz apai féltestvére –, de az is feltehető, hogy Sepszeszkaf nem a királyi családból származott, és a vele kötött házasság legitimálta uralkodását. Ez esetben kissé érthetőbb lenne a királyi hatalom ekkor tapasztalható hanyatlása.
Hentkauesz túlélte Sepszeszkafot, és másodszor a junui Ré-főpaphoz, Uszerkafhoz ment feleségül. Nem tudni, ekkor ki uralkodott ténylegesen, lehetséges, hogy Uszerkaf csak régens volt Dzsedefptah korai halála után. Ez esetben Hentkauesz királynőként is uralkodhatott. Címei ennek ellenére csak a „Király anyja”, illetve „a Két Ország urának anyja”, bár ezeket értelmezik úgy is, hogy valójában uralkodói címek („a Két Ország királya, a Két Ország királyának anyja”). Ezeket a címeket viszont csak fia, Szahuré trónra lépése után viselhette, vagy másik lehetőségként felvetődik, hogy esetleg mégis ő volt Dzsedefptah anyja is. Ráadásul II. Hentkauesz piramisában ugyanezek a címek megismétlődnek egy generációval később. Nem tudjuk azt sem, hogy gyermekeinek Sepszeszkaf vagy Uszerkaf volt-e az apjuk. A történetírás hagyományosan új dinasztiát (V. dinasztia) kezd Uszerkaffal, de nem kizárt, hogy nemcsak anyaágon, hanem apaágon is a IV. dinasztia utódai uralták utána is Egyiptomot.
I. Hentkauesz sírja a gízai piramismezőn áll. Szerkezetében lépcsős piramisra hasonlít, de eredetileg valószínűleg egy kissé aszimmetrikus, kétlépcsős masztaba volt, amelynek alsó lépcsője egy hatalmas sziklatömb. Ez nagyon hasonló első férje sírjához, első feltárói Sepszeszkaf sírjaként azonosították.
Hentkauesz és kora már néhány évszázaddal később a mitikus homályba veszett az egyiptomiak számára is. A Westcar-papirusz történetének fő szála Hufu udvarában játszódik. Dzsedefhór meséjében Rudzsedet Hentkauesszel azonosítható, aki a jóslat szerint Ré istentől három aranybőrű gyermeket szül, Uszerkafot, Szahurét és Noferirkarét. A Westcar-papiruszon említett családi viszonyokra – miszerint Uszerkaf a testvére lett volna az őt követő Szahurének és Noferirkarének – azonban a korabeli adatok semmilyen megerősítést nem tartalmaznak.

## Titulatúra
A fáraók titulatúrájának magyarázatát és történetét lásd az Ötelemű titulatúra szócikkben.
| M23 | L2 |

| M23 | L2 |

| M23 · X1 | L2 · X1 | M23 · X1 | L2 · X1 | G14 |

| M23 · X1 | L2 · X1 | M23 · X1 | L2 · X1 | G14 |

| M23 · X1 | L2 · X1 | M23 · X1 | L2 · X1 | G14 |

| M23 · X1 | L2 · X1 | M23 · X1 | L2 · X1 | G14 |

| M23 · X1 | L2 · X1 | M23 · X1 | L2 · X1 | G14 |

| M23 · X1 | L2 · X1 | M23 · X1 | L2 · X1 | G14 |

| M23 · X1 | L2 · X1 | M23 · X1 | L2 · X1 | G14 |

| M23 · X1 | L2 · X1 | M23 · X1 | L2 · X1 | G14 |

| M23 | L2 |

| M23 | L2 |

| M23 · X1 | L2 · X1 | M23 · X1 | L2 · X1 | G14 |

| M23 · X1 | L2 · X1 | M23 · X1 | L2 · X1 | G14 |

| M23 · X1 | L2 · X1 | M23 · X1 | L2 · X1 | G14 |

| M23 · X1 | L2 · X1 | M23 · X1 | L2 · X1 | G14 |

| M23 · X1 | L2 · X1 | M23 · X1 | L2 · X1 | G14 |

| M23 · X1 | L2 · X1 | M23 · X1 | L2 · X1 | G14 |

| M23 · X1 | L2 · X1 | M23 · X1 | L2 · X1 | G14 |

| M23 · X1 | L2 · X1 | M23 · X1 | L2 · X1 | G14 |

| G39 | N5 | \| \| |
|     |    |       |

|  |

| G39 | N5 | \| \| |
|     |    |       |

|  |

| W17 · X1 | D28 · D28 · D28 | S29 | B7 |

| W17 · X1 | D28 · D28 · D28 | S29 | B7 |

| W17 · X1 | D28 · D28 · D28 | S29 | B7 |

| W17 · X1 | D28 · D28 · D28 | S29 | B7 |

| W17 · X1 | D28 · D28 · D28 | S29 | B7 |

| W17 · X1 | D28 · D28 · D28 | S29 | B7 |

| W17 · X1 | D28 · D28 · D28 | S29 | B7 |

| W17 · X1 | D28 · D28 · D28 | S29 | B7 |

| G39 | N5 | \| \| |
|     |    |       |

|  |

| G39 | N5 | \| \| |
|     |    |       |

|  |

| W17 · X1 | D28 · D28 · D28 | S29 | B7 |

| W17 · X1 | D28 · D28 · D28 | S29 | B7 |

| W17 · X1 | D28 · D28 · D28 | S29 | B7 |

| W17 · X1 | D28 · D28 · D28 | S29 | B7 |

| W17 · X1 | D28 · D28 · D28 | S29 | B7 |

| W17 · X1 | D28 · D28 · D28 | S29 | B7 |

| W17 · X1 | D28 · D28 · D28 | S29 | B7 |

| W17 · X1 | D28 · D28 · D28 | S29 | B7 |